# 宮城啓子
宮城 啓子（みやぎ けいこ、1948年 - ）は、日本の刑事訴訟法学者。筑波大学法科大学院教授や法務省司法試験考査委員等を務めた。博士（法学）。

## 人物・経歴
静岡県静岡市生まれ。東京都立西高等学校を経て、1971年一橋大学法学部卒業。1974年一橋大学大学院法学研究科公法専攻修士課程修了、法学修士。福田平ゼミ出身。フルブライト・プログラムでカリフォルニア大学バークレー校法科大学院LL.M.コースに留学し、1980年一橋大学大学院法学研究科公法専攻博士課程単位取得退学。1999年
論文「裁量上告と最高裁判所の役割――サーシオレイライとへビアス・コーパス――」で博士（法学）（一橋大学）の学位を取得。審査員は、後藤昭、村井敏邦、山本和彦。
1980年成城大学法学部助手、1981年同専任講師、1985年同助教授、1992年同教授、2004年筑波大学法科大学院教授、2012年専修大学法学部教授。この間、法務省司法試験考査委員、防衛庁離職者就職審査会委員、防衛省防衛人事審議会公正審査分科会委員、第二東京弁護士会懲戒委員会委員、国立大蔵病院倫理委員会委員等も務めた。

## 著書
- 『裁量上告と最高裁判所の役割――サーシオレイライとへビアス・コーパス――』（千倉書房、1998年）ISBN：978-4805107522